# マキノ白谷温泉
マキノ白谷温泉（まきのしろたにおんせん）は、滋賀県高島市マキノ町白谷にある温泉。

## 泉質
- 単純弱放射能冷鉱泉
  - 泉温 21.4℃

## 温泉街
温泉街は形成されていない。琵琶湖から北に森林地帯へ入った先に温泉地が点在。
宿泊施設が3軒と日帰り入浴施設が1軒存在する。日帰り入浴は宿泊施設でも可能である。

## 歴史
開湯時期は不詳。当地の宿泊施設「八王子荘」は2006年（平成18年）創業である。

## アクセス
- JR湖西線・マキノ駅から高島市コミュニティバス（マキノ高原線）で20分。
- 名神高速道路京都東ICより国道161号線経由で約90分[1]。